# Rudge
La Rudge-Whitworth era una casa motociclistica britannica. La società nacque nel 1894 dalla fusione di due società che producevano biciclette. La produzione di motociclette iniziò nel 1911 per concludersi nel 1946. La società divenne famosa per la sua capacità di introdurre innovazioni nei motori e nelle trasmissioni oltre che per i suoi successi nelle competizioni.

## Storia
La società iniziò a vendere moto, prodotte però da altre ditte, nel 1909. La prima moto completa Rudge-Whitworth fu realizzata nel 1911. Era una motocicletta dotata di motore monocilindrico con aspirazione sullo scarico di 500 cm³ di cilindrata. L'anno successivo venne prodotta una moto dotata di trasmissione a cinghia con motore da 499 cm³. Come frizione venne utilizzato un sistema a variatore continuo, o Multi, che permetteva di ottenere 21 rapporti. La marcia più alta aveva un rapporto di riduzione di 2,75:1. Nel 1913 venne presentata una moto con cilindrata di 750 cm³ e stesso sistema di trasmissione che l'anno successivo si aggiudicò la vittoria al TT.
Nel 1915 esordì la prima moto dotata di un motore di 1.000 cm³ di cilindrata. Questa moto era dotata di un cambio Jardine a quattro marce. Questo modello venne poi seguito dal modello dotato di variatore.
Nel 1922 venne fondata la "Rudge Whitworth Milano" da Carlo Borrani che produceva su licenza cerchi ruota per auto e moto, divenuta alla fine degli anni '30 la celeberrima Carlo Borrani S.p.A..

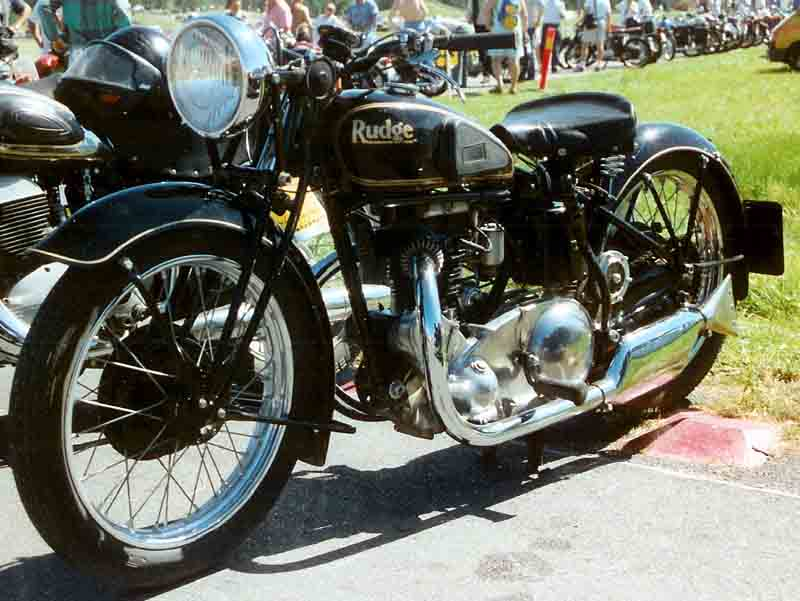
Una motocicletta Rudge

Nel 1923 venne introdotto un nuovo cambio, in sostituzione del Jardine, prodotto dalla Rudge-Whitworth stessa. La produzione della versione dotata di sistema Multi venne interrotta mentre iniziò quella della Rudge Four, così chiamata sia perché dotata di cambio a quattro velocità che per l'adozione della testata a quattro valvole per il nuovo motore da 350 cm³ . Questa moto si dimostrò in grado di fornire prestazioni notevoli tanto che la sua potenza era superiore a quella di diverse 500 dell'epoca. Sembra che il progettista della Rudge-Whitworth, George Hack, si sia ispirato, nel realizzare questa testata, a quella sperimentale della Triumph Special del 1921. La testata Rudge fu pronta per essere montata sulla moto nel 1924. Da notare che la configurazione delle valvole era parallela e non radiale.
Nel 1925 venne prodotta una versione da 500 cm³ dotata di freno anteriore e posteriore. A livello di motore venne introdotto un nuovo sistema di lubrificazione dell'albero motore. Nel 1929 tutte le Rudge-Whitworth furono dotate di serbatoio a sella e di freno anteriore a tamburo da 203 mm. Stanley Glanfield realizzò una versione Dirt Racing della stessa moto che veniva venduta con il marchio Glenfield Rudge.
Nel 1929 Graham Walker si aggiudica il Gran Premio dell'Ulster ottenendo inoltre una media superiore ai 128 km/h. A seguito di questa vittoria venne lanciata sul mercato la Rudge Ulster dotata però di motore JAP da 250 o con il quattro valvole da 350 cm³. In breve questo modello divenne uno dei più conosciuti della ditta.
Nel 1930 la Rudge-Whitworth si aggiudicò l'intero podio al Tourist Trophy nella classe Junior TT. In questa competizione venne utilizzato un prototipo dotato di motore da 350 cm³ con testata a valvole radiali. Sempre nella stessa edizione del TT la casa piazzò due moto al primo e al secondo posto nella Senior TT. per quanto riguarda le moto stradali venne introdotto il nuovo sistema di lubrificazione a carter secco. Si concluse la produzione della moto dotata di motore JAP da 250 cm³ e del 350 con quattro valvole parallele.
Il 1931 si aprì con la presentazione delle moto da 250 e 350 cm³ dotate di motore con valvole radiali. Erano disponibili anche repliche, con motori da 350 e 500 cm³, delle moto che si erano affermate al TT dell'anno precedente. Il motore a valvole parallele da 500 cm³ era montato sui modelli Special e Ulster, quest'ultimo accreditato di una velocità massima vicina ai 160 km/h. i successi al TT continuarono anche nel 1931 con il primo e secondo posto nella Lightweight TT.
Il 1932 vide l'inizio della produzione del motore da 500 cm³ con valvole radiali. Divenne disponibile anche una versione replica della 250 che aveva vinto il TT. Nella produzione di serie venne introdotta la catena primaria in bagno d'olio e un cavalletto che si poteva azionare utilizzando un solo dito.
Dal 1932 al 1934 la Scuderia Ferrari partecipò anche a gare motociclistiche nelle categorie 350 e 500 cm³, con motociclette Rudge tipo TT Replica che, pilotate da Giordano Aldrighetti, Giuseppe Fagnani, Virginio Fieschi, Mario Ghersi, Francesco Lama, Aldo Pigorini, Guglielmo Sandri, Francesco Severi, Federico Susini e Piero Taruffi, si aggiudicarono 44 gare di velocità, conquistando 3 titoli nazionali.
Nel 1933 l'avvento della Grande depressione causò l'interruzione nella produzione delle moto vendute con marchio Glenfield-Rudge e delle moto TT Replica. La Ulster da 500 cm³ venne dotata di un motore con testata in acciaio e valvole semiradiali, cioè con valvole parallele ma sedi radiali. Nella gamma venne inserita una nuova 250 cm³ Sport dotata di motore quattro valvole.

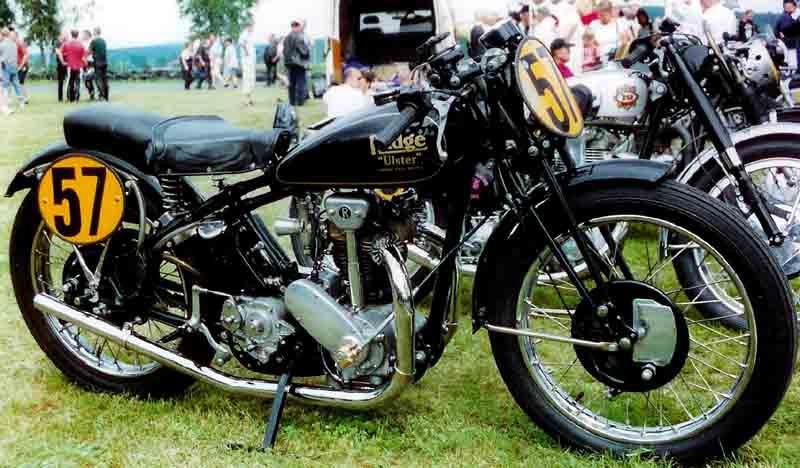
La Rudge Ulster da competizione del 1936

Il 1934 vide la vittoria nella Lightweight TT e l'adozione di una testata realizzata in alluminio e bronzo per la 500 Ulster. Nel 1935 venne introdotta una nuova 250 cm³ con motore a due valvole. Il 1936 fu l'ultimo anno di produzione per la 250 cm³ con motore quattro valvole. Questa moto era dotata di forcella tubolare, novità che venne introdotta anche sugli altri modelli. Nel 1937 venne adottato, per i motori da 500 cm³, il coperchio per la distribuzione che ora era completamente chiusa nel motore. La situazione finanziaria però era peggiorata e la Rudge-Whitworth venne acquistata dalla EMI. La produzione fu trasferita a Hayes nel Middlesex.
Nel 1938 e inizio del 1939 sulla Ulster venne montata una nuova testata realizzata in alluminio RR50. Con lo scoppio della seconda guerra mondiale la produzione delle motociclette venne interrotta e lo stabilimento venne riconvertito per la produzione di radar.